# Karin Aspenberg
Karin Marianne Aspenberg, född 30 september 1971 i Stockholm, är en svensk litteraturvetare. Aspenberg blev skribent på Grönköpings Veckoblad 2005 och tillträdde som dess första kvinnliga chefredaktör 2020.